# 羅克赫斯特大學

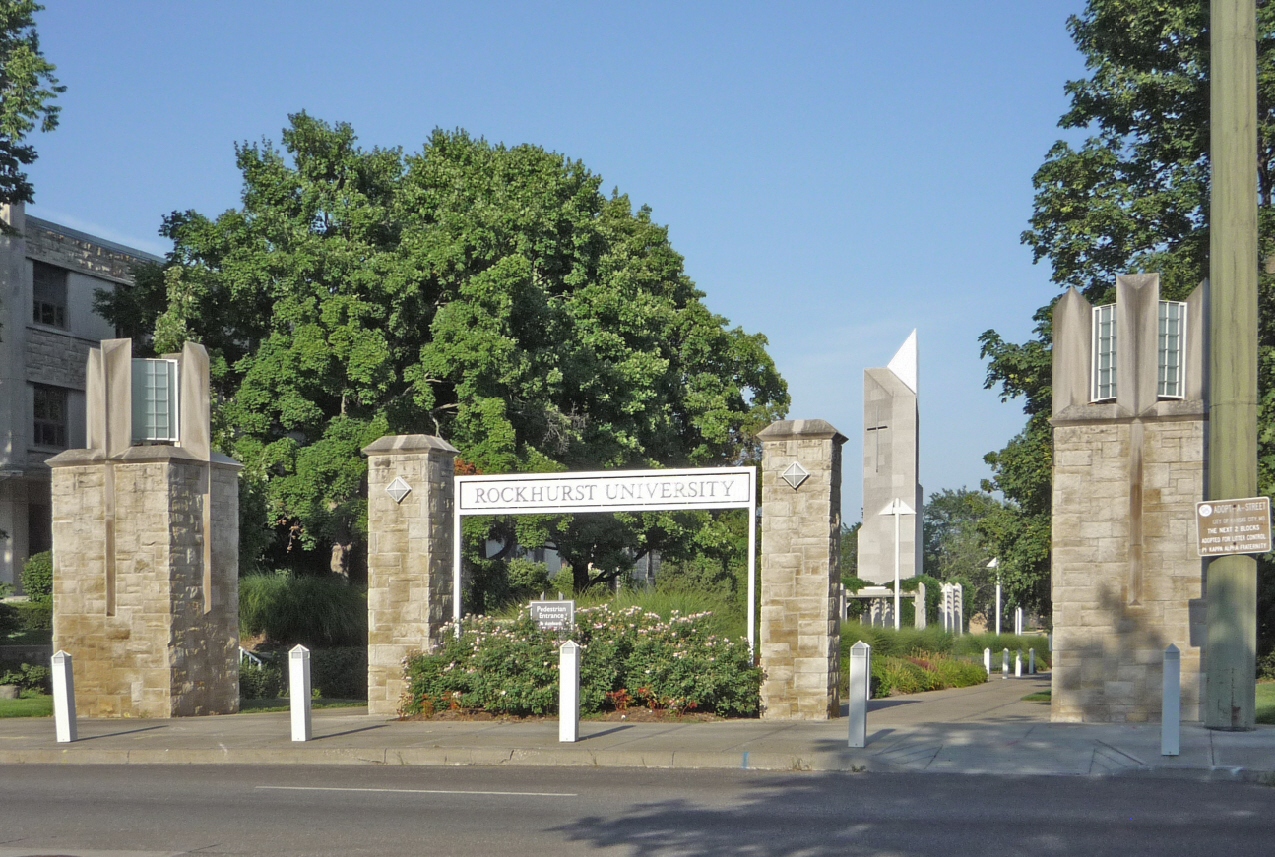
大學校門

羅克赫斯特大學（Rockhurst University）是一所位於美國密蘇里州堪薩斯城的耶穌會私立天主教大學，1909年邁克爾·道林（Michael Dowling）出資5萬美元在堪薩斯城買下25英畝（10公頃）土地，創建了這所大學。1910年8月得到州政府的認可，成為羅克赫斯特學院（Rockhurst College），1999年成為大學。2015年《美國新聞與世界報道》將其列在“中西部地區大學”中的第14位。

## 外部連結
- 官方网站
- Official athletics website
- The Rockhurst University Sentinel student newspaper （页面存档备份，存于）